# Summer '68
Summer '68 è il secondo brano del lato B di Atom Heart Mother dei Pink Floyd, scritto e interpretato da Richard Wright.

## Il brano
Il brano, ispirato musicalmente da Béla Bartók, era particolarmente caro al tastierista Rick Wright. Tema della canzone, già presente in Paint Box e ripreso anche in successive composizioni (Stay in Obscured by Clouds), è la disillusione del musicista alle prese con gli aspetti peggiori della vita on the road. Lo spunto è l'ennesimo flirt con una groupie finito male: il brano è una sofferta rivelazione delle proprie avventure alla moglie (Wright si è sposato con Juliette Gale nel 1965).

### Testo
poi lentamente sale e si velocizza nel ritornello:

## Formazione
Musicisti
- Richard Wright: voce solista, Piano, Mellotron, organo Hammond, orchestrazione
- Roger Waters: basso elettrico
- David Gilmour: chitarra elettrica e acustica, cori
- Nick Mason: batteria, percussioni
- Abbey Road Session Pops Orchestra: ottoni

Ingegneri del suono
- Peter Bown
- Alan Parsons